# Tornyos György
Tornyos György (Tiszavárkony, Szolnok vármegye, 1889 – ?) magyar ügyvéd, országgyűlési képviselő.

## Élete
1889-ben született Tiszavárkonyban, református vallású, régi nemesi családban; felmenőinek III. Ferdinánd 1651-ben adományozott magyar nemességet. Középiskoláit Kecskeméten végezte, majd a budapesti tudományegyetemen szerzett előbb jogi, később  ügyvédi oklevelet.
Vas vármegyében kezdett praktizálni, és munkája mellett mind a megyei közéletben, mind Körmend társadalmi életében igen élénk tevékenységet fejtett ki, politikai, egyházi és világi egyesületi téren egyaránt. Körmend képviselő-testületének már 1920-tól tagja volt, 1929-ben pedig beválasztották a megye törvényhatósági bizottságába is. Az őrségi református egyházmegyében tanácsbírói, a dunántúli református egyházkerületben pedig jegyzői szerepet vállalt.
Az 1939. évi általános választáson országgyűlési képviselőnek is jelöltette magát a körmendi székhelyű egyéni választókerületben, a Magyar Élet Pártja színeiben, és a pártonkívüli Grecsák Richárddal szemben 1096 szótöbbséggel választották meg. A Képviselőházban tagja volt az igazságügyi és mentelmi bizottságnak.